# مسيكة
مسكة ويقال مسيكة كانت جارية لزعيم المنافقين عبد اللَّه بن أُبي بن سلول

## قصة إسلام مسيكة
ثبت ذكر مسيكة في صحيح مسلم وغيره، من طريق الأعمش، عن أبي سفيان، عن جابر، قال : كانت جارية لعبد الله بن أبيّ يقال لها مسيكة فأكرهها على البغاء، فأتت النبيّ فشكت عبد الله بن أُبيّ
أسلمت مسيكة وبايعت النبي على ألا تشرك بالله شيئاً، ولا تسرق ولا تزني ولا تقتل أولادها، ولا تأتي ببهتان تفتريه بين يديها ورجليها، ولا تعصيه في معروف. وذلك مصداقاً لقول الله:﴿يَا أَيُّهَا النَّبِيُّ إِذَا جَاءَكَ الْمُؤْمِنَاتُ يُبَايِعْنَكَ عَلَى أَنْ لَا يُشْرِكْنَ بِاللَّهِ شَيْئًا وَلَا يَسْرِقْنَ وَلَا يَزْنِينَ وَلَا يَقْتُلْنَ أَوْلَادَهُنَّ وَلَا يَأْتِينَ بِبُهْتَانٍ يَفْتَرِينَهُ بَيْنَ أَيْدِيهِنَّ وَأَرْجُلِهِنَّ وَلَا يَعْصِينَكَ فِي مَعْرُوفٍ فَبَايِعْهُنَّ وَاسْتَغْفِرْ لَهُنَّ اللَّهَ إِنَّ اللَّهَ غَفُورٌ رَحِيمٌ ۝١٢﴾.
وكان البغاء من عادات الجاهلية المرذولة، حيث كان الرجل يدفع بجواريه وإمائه إلى راغبي المتعة ومبتاعي الزنا رجاء الكسب وابتغاء المال. وذات يوم أراد عبد اللَّه بن أُبيّ بن أبي سلول (رأس المنافقين) أن يدفع بجاريته المسلمة إلى تلك السبيل المرذولة، لكن المسلمة العفيفة رفضت ذلك، وذهبت إلى رسول الله تشكو إليه حالها، فاستمع إليها وقدَّر لها عفتها، وحمد إليها صبرها.
ثم ما لبث أن نزل عليه قول اللَّه تعالى:﴿وَلْيَسْتَعْفِفِ الَّذِينَ لَا يَجِدُونَ نِكَاحًا حَتَّى يُغْنِيَهُمُ اللَّهُ مِنْ فَضْلِهِ وَالَّذِينَ يَبْتَغُونَ الْكِتَابَ مِمَّا مَلَكَتْ أَيْمَانُكُمْ فَكَاتِبُوهُمْ إِنْ عَلِمْتُمْ فِيهِمْ خَيْرًا وَآتُوهُمْ مِنْ مَالِ اللَّهِ الَّذِي آتَاكُمْ وَلَا تُكْرِهُوا فَتَيَاتِكُمْ عَلَى الْبِغَاءِ إِنْ أَرَدْنَ تَحَصُّنًا لِتَبْتَغُوا عَرَضَ الْحَيَاةِ الدُّنْيَا وَمَنْ يُكْرِهُّنَّ فَإِنَّ اللَّهَ مِنْ بَعْدِ إِكْرَاهِهِنَّ غَفُورٌ رَحِيمٌ ۝٣٣ وَلَقَدْ أَنْزَلْنَا إِلَيْكُمْ آيَاتٍ مُبَيِّنَاتٍ وَمَثَلًا مِنَ الَّذِينَ خَلَوْا مِنْ قَبْلِكُمْ وَمَوْعِظَةً لِلْمُتَّقِينَ ۝٣٤﴾. فأبطل الإسلام هذا الأمر أمر الجاهلية، وحمى النساء -حرائر وإماءً- من أن يكرههن أحد على البغاء.
وهكذا أسهمت هذه الصحابية الجليلة، «مُسَيْكَة» التائبة، في تثبيت دعائم الفضيلة وصناعة مجتمع عفيف برفضها أن تكون أداة طيعة في أيدى العابثين والماجنين، وصارت بذلك رمزًا للعفة والطهر، ومثلا لنظافة النفس ونقاء الطوية.